# Camera Austria
Camera Austria ist ein Verein, der sowohl eine zweisprachige (deutsch/englisch) Fachzeitschrift verlegt, die sich mit der Fotografie beschäftigt, als auch eine der Fotografie gewidmete Kunsthalle desselben Namens betreibt. Die vierteljährlich erscheinende Zeitschrift „Camera Austria International“ wurde 1980 von den Fotografen Manfred Willmann und Seiichi Furuya sowie von Christine Frisinghelli in Graz gegründet. Manfred Willmann war bis 2010 auch Herausgeber der Zeitschrift, Christine Frisinghelli leitete die Redaktion und die Kunsthalle. Seit 2011 wird die Zeitschrift von Reinhard Braun herausgegeben, Maren Lübbke-Tidow agierte bis 2015 als Chefredakteurin, danach Christina Töpfer.  „Camera Austria International“ gilt als führende Fachzeitschrift für Fotografie.
Die der internationalen zeitgenössischen Fotografie gewidmete Ausstellungstätigkeit begann 1975 im Rahmen des Forum Stadtpark, die seit 1996 unter dem Namen Camera Austria fortgesetzt wird. Seit 2003 befinden sich die Ausstellungsräume und die öffentlich zugängliche Bibliothek in dem Gebäude des Kunsthauses Graz. Seit 1989 wird zweijährlich der Camera Austria-Preis für zeitgenössische Fotografie der Stadt Graz auf Vorschlag einer internationalen Jury vergeben.